# Secondo ponte dell'amicizia thai-lao
Il secondo ponte dell'amicizia thai-lao (in lingua thai: สะพานมิตรภาพ ไทย-ลาว แห่งที่ 2, [sà.pʰaːn mít.trà.pʰâːp tʰai laːw hɛ̀ŋ tʰîː sɔ̌ːŋ]; in lingua lao: ຂົວມິດຕະພາບ ລາວ-ໄທ ແຫ່ງທີສອງ [kʰǔa mit.ta.pʰâːp láːw tʰai hɛ̀ŋ tʰîː sɔ̌ːŋ]) è un ponte stradale sul fiume Mekong che collega la Provincia di Savannakhet, in Laos, a quella di Mukdahan, in Thailandia. È attraversato dalla strada AH16, che fa parte del progetto autostradale asiatico ed unisce la città vietnamita di Đông Hà con quella di Tak, nella Thailandia orientale. La struttura fa parte del piano di sviluppo dei trasporti su gomma del corridoio economico est-ovest che attraversa Vietnam, Laos, Thailandia e Birmania.
Si trova nel territorio comunale della cittadina laotiana di Savannakhet e su quello del villaggio thailandese di Bang Sai Yai, alla periferia di Mukdahan. È il terzo ponte costruito in Laos sul Mekong dopo il primo ponte dell'amicizia thai-lao (1994), anch'esso sulla frontiera presso la capitale laotiana Vientiane, ed il ponte di Pakse (2000), che si trova nella città omonima in Provincia di Champasak ed è interamente in territorio laotiano.

## Descrizione

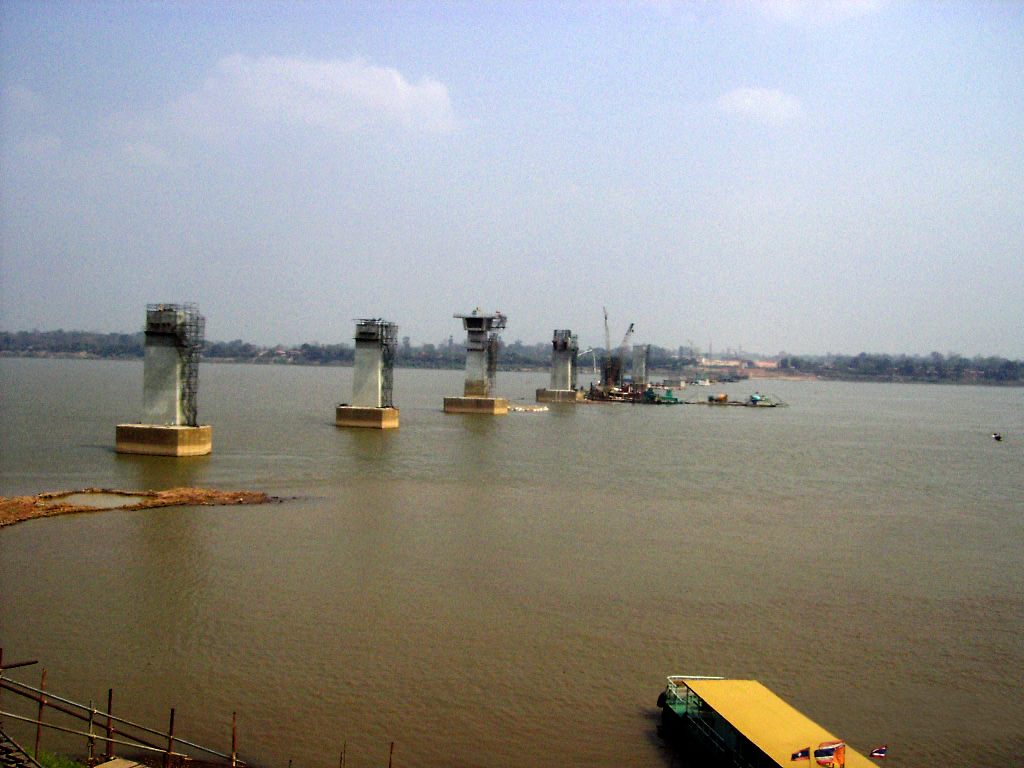
Il ponte in fase di costruzione

È un ponte a trave scatolare eseguito in calcestruzzo armato precompresso. La lunghezza totale è di 2.702 metri e la parte tra i due argini misura 1.600 metri. È suddiviso in campate con interasse di 80 metri tra i piloni normali; sono presenti come rinforzo anche due piloni strallati, le cui 4 campate adiacenti hanno una luce di 110 metri. La larghezza è di 12 metri e comprende due carreggiate per automobili.
Il posto di frontiera thailandese si trova a circa un chilometro di distanza dall'argine, mentre quello laotiano è a circa 700 metri. In Thailandia si guida a sinistra ed in Laos a destra, l'incrocio dove si effettua il cambio di carreggiata è in prossimità del posto di frontiera thailandese.

## Storia
L'opera è costata 2,5 miliardi di baht ed è stata finanziata con un prestito dello Stato giapponese. Oltre a 3 ditte costruttrici locali, si è aggiudicata i lavori anche una ditta giapponese. I lavori iniziarono il 21 marzo 2004 e furono completati nel 2006. Il 22 luglio 2005, una gru che trasportava le imponenti strutture si è spezzata ed è caduta sul ponte in costruzione, travolgendo diversi lavoratori che si trovavano proprio in quel punto. L'incidente ha causato la morte di 8 lavoratori ed altri 2 erano ancora dispersi 3 giorni dopo il disastro.
La cerimonia d'inaugurazione si è tenuta il 20 dicembre 2006 alla presenza della principessa Sirindhorn di Thailandia, del vicepresidente del Laos Bounnhang Vorachit e dei primi ministri dei due paesi.